# Chencang
Der Stadtbezirk Chencang (chinesisch 陳倉區 / 陈仓区,  Chéncāng Qū) gehört zum Verwaltungsgebiet der bezirksfreien Stadt Baoji im Westen der chinesischen Provinz Shaanxi. Er hat eine Fläche von 2.469 Quadratkilometern und zählt 479.179 Einwohner (Stand: Zensus 2020).
Im Stadtbezirk befindet sich die Qiaozhen-Stätte (桥镇遗址, Qiáozhèn yízhǐ) aus dem Neolithikum und der Zeit der Zhou-Dynastie, die seit 2013 auf der Liste der Denkmäler der Volksrepublik China steht. 

## Administrative Gliederung
Auf Gemeindeebene setzt sich der Stadtbezirk aus achtzehn Großgemeinden zusammen. 